# کول پورتر
کول آلبرت پورتر (به انگلیسی: Cole Albert Porter)‏(۱۸۹۱–۱۹۶۴) آهنگساز و ترانه ساز آمریکایی بود.
او چند نمایش موزیکال موفق مانند «مرا ببوس کیت» و «هرکاری مجاز است» نوشت ولی مشهورترین کارهای او ترانه‌های او است، از جمله «شب و روز» و «با تو حال می‌کنم» و «بگین را آغاز کن» که همه از استانداردهای جاز شده‌اند.